# 北海道道430号南幌向停車場線
北海道道430号南幌向停車場線（ほっかいどうどう430ごう みなみほろむいていしゃじょうせん）は、北海道空知郡南幌町内を結ぶ一般道道（北海道道）である。

## 概要

### 路線データ
- 起点：北海道空知郡南幌町中央4丁目（旧北海道炭礦汽船（夕張鉄道）南幌駅跡）
- 終点：北海道空知郡南幌町栄町1丁目（国道337号交点）
- 路線延長：0.5km（総延長）

## 歴史
- 1962年（昭和37年）8月1日 路線認定[1]。

駅名は1963年（昭和38年）4月5日に南幌向から南幌へ変更されている。

## 地理

### 通過する自治体
- 空知総合振興局
  - 空知郡南幌町

### 交差する道路
南幌町
- 国道337号 - 栄町1丁目（終点）

### 沿線にある施設など
南幌町
- 空知信用金庫南幌支店 - 栄町1丁目3-1
- ローソン南幌町中央店 - 中央4丁目8-13